# Mistrzostwa Świata w Snowboardzie 2003
Mistrzostwa Świata w Snowboardzie 2003 były to piąte mistrzostwa świata w snowboardzie. Odbyły się w austriackim Kreischberg koło Murau w dniach 13-19 stycznia 2003 r.

## Wyniki

### Mężczyźni
| Konkurencja                 | Data        | Złoto             | Czas/Pkt          | Srebro           | Czas/Pkt         | Brąz          | Czas/Pkt     |
| Gigant Równoległy szczegóły | 13 stycznia | Dejan Košir       | Dejan Košir       | Simon Schoch     | Simon Schoch     | Nicolas Huet  | Nicolas Huet |
| Slalom Równoległy szczegóły | 14 stycznia | Siegfried Grabner | Siegfried Grabner | Mathieu Bozzetto | Mathieu Bozzetto | Simon Schoch  | Simon Schoch |
| Half-Pipe szczegóły         | 17 stycznia | Markus Keller     | 45,3              | Stefan Karlsson  | 43,6             | Steven Fisher | 43,3         |
| Big Air szczegóły           | 18 stycznia | Risto Mattila     | 52,1              | Simon Ax         | 47,5             | Antti Autti   | 47,4         |
| Snowcross szczegóły         | 19 stycznia | Xavier de Le Rue  | Xavier de Le Rue  | Seth Wescott     | Seth Wescott     | Drew Neilson  | Drew Neilson |

### Kobiety
| Konkurencja                 | Data        | Złoto          | Czas/Pkt       | Srebro            | Czas/Pkt         | Brąz              | Czas/Pkt       |
| Gigant Równoległy szczegóły | 13 stycznia | Ursula Bruhin  | Ursula Bruhin  | Julie Pomagalski  | Julie Pomagalski | Heidi Renoth      | Heidi Renoth   |
| Slalom Równoległy szczegóły | 15 stycznia | Isabelle Blanc | Isabelle Blanc | Karine Ruby       | Karine Ruby      | Sara Fischer      | Sara Fischer   |
| Half-Pipe szczegóły         | 16 stycznia | Doriane Vidal  | 45,3           | Nicola Pederzolli | 37,1             | Fabienne Reuteler | 36,0           |
| Snowcross szczegóły         | 19 stycznia | Karine Ruby    | Karine Ruby    | Ursula Fingerlos  | Ursula Fingerlos | Victoria Wicky    | Victoria Wicky |

## Klasyfikacja medalowa
| Miejsce | Państwo           |   |   |   | Razem |
| ------- | ----------------- | - | - | - | ----- |
| 1.      | Francja           | 4 | 3 | 2 | 9     |
| 2.      | Szwajcaria        | 2 | 1 | 2 | 5     |
| 3.      | Austria           | 1 | 2 | 0 | 3     |
| 4.      | Finlandia         | 1 | 0 | 1 | 2     |
| 5.      | Słowenia          | 1 | 0 | 0 | 1     |
| 6.      | Szwecja           | 0 | 2 | 1 | 3     |
| 7.      | Stany Zjednoczone | 0 | 1 | 1 | 2     |
| 8.      | Kanada            | 0 | 0 | 1 | 1     |
| 8.      | Niemcy            | 0 | 0 | 1 | 1     |